# Falias
Se refiere a una de las cuatro ciudades norteñas de las que se dice que provinieron los Tuatha Dé Danann, el quinto grupo de habitantes de Irlanda según la tradición de Lebor Gabála Érenn (libro de las invasiones). Se menciona que en Finias, Gorias, Murias y Falias. Fue donde los Tuatha Dé Danann aprendieron las artes mágicas y por sus habilidades inusuales se les representa como dioses Irlandeses Goidelicos; aunque los redactores cristianos los redujeron a reyes y a héroes históricos.

## En la cultura popular
- En el videojuego Mabinogi Fantasy Life, se la representa como la ciudad de los dioses, de la mitología celta en una interpretación propia de los desarrolladores del juego, así como una referencia similar al Olimpo griego.